# Quai de Valongo
Pour les articles homonymes, voir Valongo (homonymie).
Le quai de Valongo (en portugais : Cais do Valongo), ou parfois quai du Valongo, est un ancien débarcadère situé dans la zone portuaire de Rio de Janeiro, au Brésil.

## Histoire
Construit en 1811, ce fut le lieu de débarquement et de vente des esclaves africains jusque officiellement l'interdiction du trafic transatlantique en 1831. Pendant ces vingt années de fonctionnement, entre 500 000 et un million d'esclaves ont débarqué sur ce quai. Ce lieu a été choisi pour éviter que le débarquement soit fait devant le palais impérial de Rio de Janeiro comme il en était l'usage avant 1831.
En 1843, le quai de Valongo a été rénové pour le débarquement de la princesse Thérèse-Christine de Bourbon-Siciles pour son mariage avec l'empereur Pierre II. À cette occasion, le quai a été appelé quai de l'Impératrice (Cais da Imperatriz).

## Protection
Le site, qui couvre une surface d'approximativement 2 000 m2, a été inscrit au patrimoine mondial sous le nom de site archéologique du quai de Valongo lors de la 41e session du Comité du patrimoine mondial. Il englobe l'intégralité de la place du Jornal do Comércio la jouxtant.
Des fouilles ont eu lieu sur le site, notamment dans le cadre de travaux liés aux Jeux olympiques d'été de 2016.

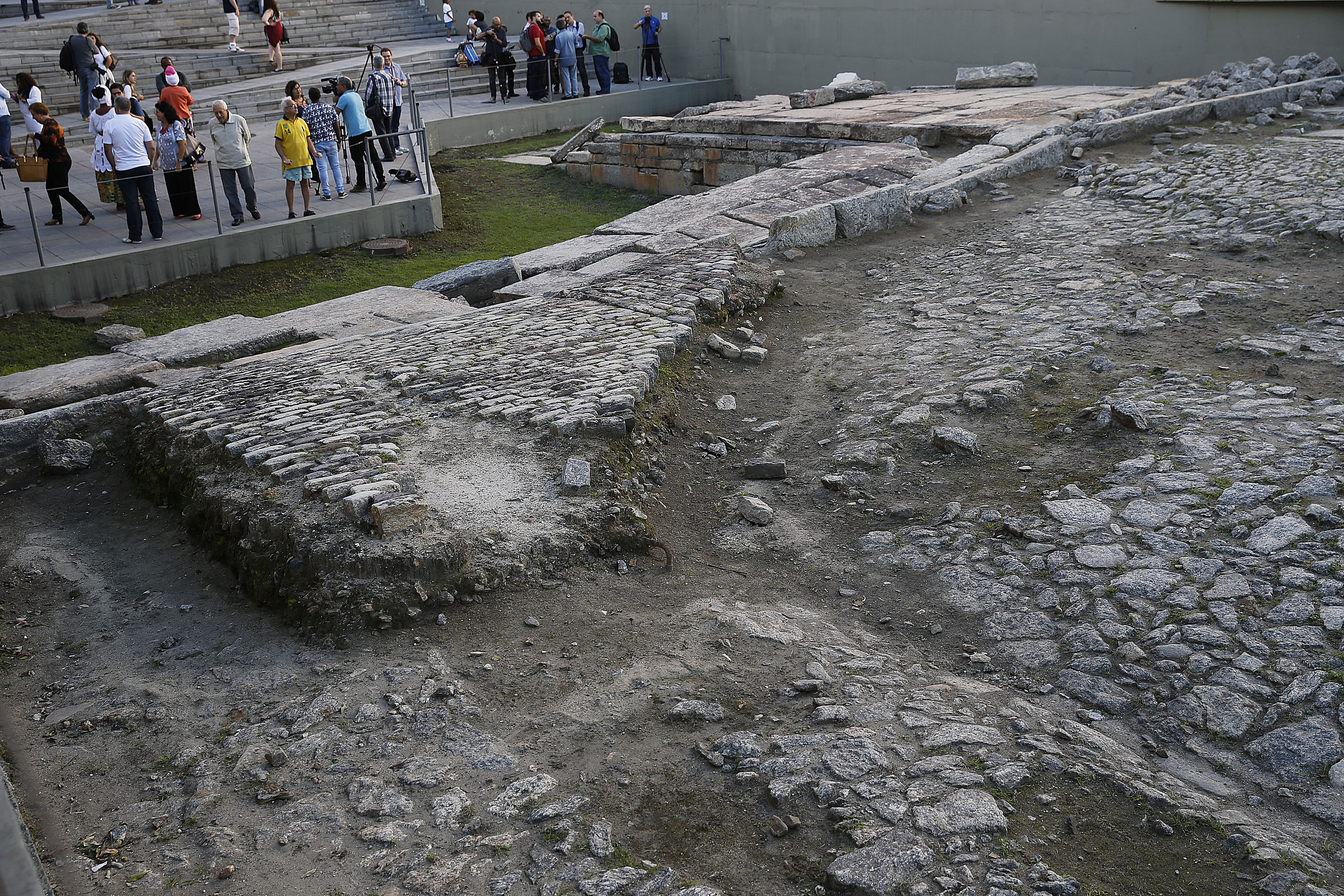
Le quai de Valongo.